# La Commune (Paris, 1871)
La Commune (Paris, 1871) è un film del 2000 diretto da Peter Watkins.
Rievocazione storica della Comune di Parigi in stile documentaristico, il film ha ricevuto molti consensi dalla critica, per i suoi temi politici e per la regia di Watkins.

## Produzione
La Commune (Paris, 1871) ha suscitato interesse anche per il suo cast molto grande e principalmente non professionale, e che comprende molti immigrati dal Nord Africa. I membri del cast hanno partecipato e fatta propria la ricerca per l'approfondimento del progetto. Watkins ha detto del film: "La Comune di Parigi è sempre stata seriamente emarginata dal sistema educativo francese, nonostante - o forse perché - è un evento chiave nella storia della classe operaia europea, e quando ci siamo incontrati la maggior parte del cast ha ammesso di conoscere poco o nulla sull'argomento ed è stato molto importante che le persone si siano coinvolte direttamente nella nostra ricerca sulla Comune di Parigi, acquisendo così un processo esperienziale nell'analisi di quegli aspetti dell'attuale sistema francese che stanno fallendo nella loro responsabilità di fornire ai cittadini un processo veramente democratico e partecipativo".

### Riprese
La Comune (Parigi, 1871) è stato girato in soli 13 giorni in una fabbrica abbandonata alla periferia di Parigi. La versione integrale dura 5 ore e 45 minuti, anche se quella più comune dura 3 ore e mezza. La versione lunga è disponibile su DVD. La realizzazione di La Commune (Paris, 1871) è stata documentata nel 2001 dal National Film Board del Canada nel documentario The Universal Clock: The Resistance di Peter Watkins, diretto da Geoff Bowie.

## Critica
La Comune (Parigi, 1871) è stato acclamato dalla critica cinematografica. L'aggregatore di recensioni Rotten Tomatoes riporta un'approvazione del 100% con un punteggio medio di 8/10. In Metacritic, il film ha un punteggio medio di 90/100, che indica "un plauso universale".
J. Hoberman su Sight & Sound ha scritto: "Watkins ripropone la storia nelle sue stesse rovine, usa i media come una cornice e, nonostante ciò, riesce a impregnare la sua narrativa con una presenza straordinaria. Un trionfo dell'azione spontanea. " Jonathan Rosenbaum lo ha definito "l'ultima grande opera" di Watkins. Dave Kehr, scrivendo per il New York Times, lo ha definito "osservazione essenziale per chiunque fosse interessato a compiere un passo esplorativo al di fuori delle regole di Hollywood".
Nel 2016 Michael Atkinson di The Village Voice lo ha classificato come il più grande film dal 2000.